# Melaloncha rodeoensis
Melaloncha rodeoensis är en tvåvingeart som beskrevs av Brown 2006. Melaloncha rodeoensis ingår i släktet Melaloncha och familjen puckelflugor. Inga underarter finns listade i Catalogue of Life.